# Maria Macco-Pool
Maria Petronella Macco-Pool (Den Haag 1887 - Den Haag 1975), Nederlands kunstschilder.
Maria Pool werd geboren op 10 april 1887 in Den Haag als dochter van de kleermaker Christiaan Pool en Theresia Rieff.
Pool heeft van jongs af aan getekend en volgde een opleiding kostuumtekenen.
In 1911 trouwde ze met Hubertus Macco, een timmerman en koffermaker die een kofferfabriek begon aan het Oranjeplein 37 in de  Schilderswijk in Den Haag. Door het bedrijf en de zorg voor de kinderen bleef er nauwelijks tijd over om te tekenen en te schilderen.
In de tweede wereldoorlog schreef Macco-Pool van oktober 1941 tot april 1945 onregelmatig aan een dagboek waarin ze vooral "overzicht van de toestand des dagelijksen levens binnenslands" gaf zoals ze zelf schreef. Ze schonk het dagboek aan het NIOD waar het nu nog wordt bewaard.
In de jaren vijftig van de 20ste eeuw, toen de winkel en de kofferfabriek werden afgestoten en de kinderen de deur uit waren kwam er meer tijd om te schilderen. Zeker toen het echtpaar Macco-Pool verhuisden naar een kleiner huis in Den Haag aan de Roosmarijnstraat.
In 1961 kreeg Macco-Pool een eervolle vermelding bij de Talens schilderwedstrijd . De wedstrijd voor zondagsschilders van het weekbladblad Eva in 1965 leverde een tentoonstelling op in de Amsterdamse Bols Taverne.
Vanaf 1961 ging Macco-Pool naar de  Vrije Academie in Den Haag en kreeg les van George Lampe.
Pool is een eenvoudige zeer gelovige vrouw die helder en recht voor z'n raap zegt wat ze denkt zonder de ander te kwetsen. Dit komt ook tot uiting in haar schilderijen. Ze wordt vaak aangeduid als zondagsschilder maar dat doet geen recht aan haar werk en inzet, ze behoort tot de stroming van het Nederlands Naïeve realisme.
Midden jaren zestig komt haar werk in beeld bij de Albert Dorne Stichting die de "bevordering van de amateuristische kunstbeoefening" tot doel heeft. Een aantal werken van Pool komen in de collectie van de stichting. 
De collectie wordt opgebouwd onder de directie van Dr. Louis Gans, kunsthistoricus en conservator.
Dat Macco-Pool deel uit maakt van de collectie blijkt uit de deelname aan de tentoonstelling: Vierzig Gemälde aus der Albert Dorne Sammlung naiver Malerei, van 12 maart tot 2 april 1967 in de Frankfurter Römer.
Op de tentoonstelling "Meesters der Europese naïeven" (3 april tot en met 31 mei 1970) van de Albert Dorne Collectie in het Centraal Museum Utrecht hingen drie werken van Macco-Pool.
De tentoonstelling verhuisd naar het Bonnefantenmuseum in Maastricht(4 juli tot 26 juli 1970) en daarna naar het Stedelijk Museum Schiedam (8 augustus tot en met 7 september 1970).
In 1967 is Macco-Pool een van de ruim 1700 abonnees van de Katholieke Illustratie die vanwege het 100-jarig bestaan van het blad een reis naar Rome maken, en op privé audiëntie gaan bij Paus Paulus. Haar commentaar verraadt wel haar kunstenaarschap: "Wat was die luchtreis mooi. In een vliegmachien kan je hoge bergen zien, maar ook de huizen op de grond."
De collectie van de Albert Dorne Stichting werd in 1973 aangekocht door het Clemens-Sels-Museum in Neuss (Duitsland).. Drie werken van Macco-Pool, "Wohnzimmer, Wohnküche", "Bauenscheune", "Mädchen mit Hund" worden in dit museum bewaard.
Macco-Pool overlijdt in 1975.
- Biografisch Portaal: 63780996
- RKD-Nederlands Instituut voor Kunstgeschiedenis: 64240